# Fraude de Ficrea
El fraude de Ficrea, o caso Ficrea, es una estafa realizada en contra de alrededor de 6,000 ahorradores mexicanos por Rafael Antonio Olvera Amezcua, el accionista principal de Ficrea S.A. de C.V., SFP, una financiera popular avalada y supervisada por la Comisión Nacional Bancaria y de Valores (CNBV) de México.
La notoriedad pública de este caso de fraude surgió el 7 de noviembre de 2014, cuando la CNBV anunció que intervendría a la financiera, por sospechas del delito de Lavado de dinero. Con esta acción, quedaron congelados los ahorros de más de 6 mil personas, la mayoría de estados como Distrito Federal, Jalisco, Michoacán, Guanajuato, Puebla, Querétaro, Coahuila, Nuevo León, quienes tenían en la financiera, en conjunto, poco más de 6 mil millones de pesos (unos 414 millones de dólares).
Por ley, la CNBV debía nombrar un interventor para realizar tomar el control de Ficrea, para lo cual tenía legalmente un periodo de seis meses antes de decidir si la financiera volvió a operar, si se transformaba o fusionaba con algún banco, o si sería liquidada. El 19 de diciembre de 2014, la CNBV anunció que retiraba a Ficrea la licencia para operar como Sociedad Financiera Popular, regida bajo la Ley de Ahorro y Crédito Popular, con lo que de forma automática se procedía a la liquidación de la misma.
Este hecho causó que más de seis mil ahorradores estuvieran en riesgo de perder sus patrimonios. La CNBV acusó como causa de la revocación, un faltante de 2 mil 700 millones de pesos, producto de un fraude de parte del accionista principal, Rafael Antonio Olvera Amezcua, quien desvió esos recursos para comprar vehículos de lujo, y edificios y departamentos para uso propio y de su familia.
Fue hasta el 6 de enero de 2015, que jueces mexicanos emitieron órdenes de aprehensión contra Olvera Amezcua, por lavado de dinero y delincuencia organizada. El gobierno de México reportó que el acusado se encontraba fuera del país, mientras que el gobierno mexicano emitió una alerta para que la Policía Internacional (Interpol) realizara su búsqueda por 190 países, para que fuera extraditado a México.
Desde el momento de la intervención de la financiera, las autoridades mexicanas informaron que Olvera Amezcua realizó operaciones ilegales, como transferir recursos de Ficrea a empresas de su propiedad, en especial las conformadas por Grupo Trade: Leadman Trade S.A. de C.V., Baus & Jackman y Monka S.A. de C.V. Esta última sólo existe en el papel, mientras que las dos primeras son empresas reales, que recibieron ilegalmente fondos de Ficrea.
Conforme han avanzado las investigaciones periodísticas se ha descubierto que Olvera Amezcua había registrado en México y al menos otros tres países (Estados Unidos, España y Gran Bretaña) alrededor de 100 empresas, varias sólo de papel, presuntamente con el fin de colocar los recursos extraídos a Ficrea.
Desde el momento de la intervención, la CNBV anunció que la Procuraduría General de la República de México (PGR), se había encargado de intervenir a las empresas de Grupo Trade, dedicadas mayormente al arrendamiento de maquinaria y otros activos, así como a las bienes raíces, dado que estas no formaban parte del sistema financiero mexicano.

## Investigaciones previas
La CNBV estuvo bajo la crítica de la opinión pública mexicana casi desde el inicio de la intervención del 7 de noviembre de 2014. Los ahorradores afectados han acusado negligencia y posible complicidad por parte de funcionarios de la dependencia, de la propia PGR y de la Unidad de Inteligencia Financiera (UIF) de la Secretaría de Hacienda.
Si bien la CNBV dijo que había descubierto la transferencia de recursos de Ficrea a Leadman Trade (principal empresa de Grupo Trade) en marzo de 2014, ocho meses antes de la intervención, gracias a un reporte de la UIF, la prensa mexicana y los ahorradores afectados, a través de las redes sociales de internet han hecho circular un informe público que data de abril de 2012, elaborado por la calificador HR Ratings, donde ya se mencionaba la relación de Ficrea con Leadman Trade.
El 29 de mayo de 2019 Rafael Antonio Olvera Amezcua fue detenido en el estado de Texas en Estados Unidos para que respondiera por el delito de fraude pero de acuerdo a la legislación entre México y Estados Unidos, el citado individuo obtuvo un amparo que le da total libertad y que impidió que sea extraditado y responder ante la ley por este delito.Luz María Ortega Tlapa, juez Octavo de Distrito de Amparo en Materia Penal en la Ciudad de México, concedió la suspensión definitiva al quejoso contra la orden girada por el Primer Tribunal Unitario en Materia Penal del Primer Circuito.
Los delitos que se le imputan son fraude y violación a la Ley de Ahorro y Crédito Popular, pero no están tipificados como graves.